# 다이나카 사치
다이나카 사치(タイナカサチ, タイナカ彩智, 본명:田井中彩智, 1986년 4월 30일 - ) 혹은 타이나카 사치는 일본의 여성 가수이자 싱어 송 라이터로서 효고현 가코가와시 출신이다. 특기는 춤(클래식 발레, 재즈댄스 등)이고 흥미는 독서, 가구, 패션이다. 제네온 엔터테인먼트, 레인보우 엔터테인먼트 합동 설립 레이블「SISTUS RECORDS」에 소속되어 있다, 2010년에 퇴사했다. 그 후 2010년 12월에 자신의 레이블「tutu records」를 설립. 이름표기를「タイナカサチ」에서「タイナカ彩智」로 변경했다.
3옥타브의 성역을 가진 하이톤 보이스로 정평이 나 있다.

## 개요

### 경력
- 아동합창단을 주재하는 부모 아래 음악적인 환경에서 자랐다. 언니가 2명 있고(5살 위와 2살 위) 합창을 했었다.
- 2살 위의 언니는 성악가 타이나카 유미. 2010년 12월 15일에 합동 콘서트를 했다.
- 초등학교 5학년 때 「전국 동요가창 콩쿠르」에 출전. 1997년도의 어린이 부문 은상을 받는다. 1999년도에는 3자매로 패밀리 부문에 출전. 전국 대회에 나간다.
- 고등학교 1학년 때 DREAMS COME TRUE와 MISIA의 음악에 끌려 가수가 되기로 결정, 작사 · 작곡 · 라이브 등 정력적으로 활동.
- 2001년, 「전 일본 가라오케 선수권 ~ 관서 지역 대회」에서 최우수상을 받는다. 전국 대회에서는 심사위원 상을 받는다. 「제3회 동아시아 경기대회 · 응원송 싱어 공개 오디션」에서는 그랑프리를 받는다.
- 2002년, TV 도쿄계에서 방송된 오디션 방송 「ASAYAN」의 「일한 울트라 아이돌 듀오」오디션에서 상위 6위에 선발된다.
- 2004년 2월 11일, 소설 「어느 사랑의 시」의 이미지 앨범 「어느 사랑의 시」에 「사치」명의로 참가. 소년소녀 합창단을 돕는 한편, 본격적으로 데뷔를 바라보게 된다.
- 2005년, 유니버설 스튜디오 재팬에서 약 1년간 「레・비쥬」라고 하는 쇼 유닛으로 활동하여 인기를 얻는다. 하루에 5회도 쇼 스테이지를 솜씨있게 처리하고 밤에는 오사카 부 내의 라이브 하우스에서 노래하는 날들을 보낸다. 라이브 하우스에서 노래하는 모습을 담은 비디오 테이프가 현 사무소에 전해져, 데뷔 계기가 된다.
- 2006년 2월 22일, 싱글 《disillusion》에서 〈타이나카 사치〉 명의로 메이저 데뷔를 달성한다.
- 2006년 5월 31일, 싱글 《빛나는 눈물은 별이 되어》를 발매. 오리콘 싱글 차트에서 첫 등장 9위를 기록한다.
- 2006년 8월 30일, 싱글 《최고의 짝사랑》을 발매. 발매 다음 주인 9월 8일에 TV 아사히의 《뮤직 스테이션》에 처음 등장해 같은 곡을 피아노를 치며 불렀다.
- 2007년 3월 7일, 첫 앨범 《Dear...》를 발매.
- 2008년 2월 13일, 두 번째 앨범 《Love is...》와 첫 영상작품이 되는 라이브 DVD 《Sachi Tainaka LIVE 2007 ~Dear...~》를 동시발매. 그것을 기념하여 악수회가 아닌 포옹회를 개최. 평소에 기쁜 일이 있으면 가족이나 친구, 스태프 들과 포옹을 하면 좋다, 팬에게 감사의 마음을 담은 이벤트로서 포옹회를 열었다.
- 2009년 4월 7일부터 시작한 음악정보를 중심으로하는 엔터테이먼트정보 프로그램「메로jp로 가자!」의 프로그램MC를 마키노 타카시（도쿄 푸딩）, 오호리 메구미（AKB48）와 공동으로 담당.（프로그램 연동의 모바일 사이트「mero.jpうたフル」에는 수록현장을 촬영해, 한정으로 영상을 보내주고있다)
- 2009년 9월 16일, 3번째 앨범『Destiny』를 발매. 시부야에서 처음으로 춤을 도입한 단독 라이브를 성공적으로 마쳤다.
- 2010년 4월 30일, 생일기념 피아노연주 단독 라이브를 성공적으로 마쳤다.
- 2010년 6월부터 「＆SACHI」라는 자주 합동 라이브를 했었다. (広沢タダシ, YUI《RYTHEM》, 花＊花, Unlimited tone, 岡野宏典, Rie fu외 출연)
- 2010년 9월 30일에 제네온 엔터테인먼트와 레인보우 엔터테인먼트 합동 설립 레이블「SISTUS RECORDS」를 퇴사했었다는 것을 발표.
- 2010년 12월, 자신의 레이블「tutu records」를 설립. 이름표기를「タイナカサチ」에서「タイナカ彩智」로 변경했다.

## 디스코그라피

### 싱글
|    | 발매일           | 타이틀                  | 규격번호  | 오리콘 첫등장 | 비고                                                    |
| -- | ---------------- | ----------------------- | --------- | ------------- | ------------------------------------------------------- |
| 1  | 2006년 2월 22일  | disillusion             | GNCX-0001 | 13위          | 초회한정판「Fate/stay night」캐릭터카드 동봉.           |
| 2  | 2006년 5월 31일  | きらめく涙は星に        | GNCX-0003 | 9위           | 초회한정판「Fate/stay night」캐릭터카드 동봉.           |
| 3  | 2006년 8월 30일  | 最高の片想い            | GNCX-0005 | 50위          |                                                         |
| 4  | 2007년 2월 7일   | 会いたいよ。/君との明日 | GNCX-0007 | 17위          | 작품 처음으로 양A면 싱글로 발매.                        |
| 5  | 2007년 6월 6일   | 愛しい人へ              | GNCX-0009 | 56위          |                                                         |
| 6  | 2007년 11월 7일  | Lipstick/一番星         | GNCX-0011 | 63위          |                                                         |
| 7  | 2008년 1월 23일  | Visit of love           | GNCX-0013 | 82위          | 커플링은 처음으로 영화 주제가를 맡은 곡이 수록.         |
| 8  | 2008년 7월 23일  | もう キスされちゃった   | GNCX-0014 | 58위          | 히로세 코미가 노래제공. 3곡에는 처음으로 커버곡을 수록. |
| 9  | 2008년 10월 22일 | また明日ね/code         | GNCX-0016 | 60위          | 3곡에 커버곡을 수록.                                    |
| 10 | 2009년 8월 26일  | 運命人                  | GNCX-0017 | 116위         |                                                         |
| 11 | 2010년 1월 20일  | Voice～辿りつく場所～   | GNCX-0020 | 20위          |                                                         |
| 12 | 2010년 1월 20일  | disillusion-2010-       | GNCA-0141 | 30위          |                                                         |
| 13 | 2011년 7월 27일  | 花火／LIFE              | DQC-744   | 圏外          | タイナカ彩智명의로의 첫 싱글 작품.                      |
| 14 | 2012년 12월 19일 | ひとつぶ                | -         |               | 전달 한정 싱글                                          |

### 앨범
|   | 발매일           | 타이틀       | 규격번호                            | 오리콘 첫등장 | 비고                                                                              |
| - | ---------------- | ------------ | ----------------------------------- | ------------- | --------------------------------------------------------------------------------- |
| 1 | 2007년 3월 7일   | Dear...      | GNCX-1001                           | 33위          | 초회한정판 미니사진집 포함 슬립 케이스.                                           |
| 2 | 2008년 2월 13일  | Love is...   | GNCX-1005(초회판) GNCX-1006(통상판) | 30위          | 초회한정판 DVD (1 ~ 4th 싱글 뮤직 비디오 수록) 포함, 미니사진집 포함 슬립 케이스. |
| 3 | 2009년 9월 16일  | Destiny      | GNCX-1007(초회판) GNCX-1008(통상판) | 60위          | 초회한정판 DVD (5 ~ 9th 싱글 뮤직 비디오 수록) 포함, 미니사진집 포함 슬립 케이스. |
| 4 | 2011년 5월 2일   | innocent     | DDCZ-1739                           | 145위         | 라이브 영상 포함.                                                                 |
| 5 | 2012년 2월 22일  | Flower Dance | DDCZ-1792                           | 279위         | 뮤직비디오 포함.                                                                  |
| 6 | 2013년 7월 10일  | 123          | DDCZ-1885                           | -             | CD Extra, Enhanced CD.                                                            |
| 7 | 2015년 5월 27일  | tomori       | DDCZ-2028                           | -             |                                                                                   |
| 8 | 2016년 10월 26일 | 蒼い背中     | DDCZ-2118                           | -             | 라이브 영상 포함.                                                                 |

### 베스트 앨범
|   | 발매일          | 타이틀    | 규격번호                             | 오리콘 첫등장 | 비고                                     |
| - | --------------- | --------- | ------------------------------------ | ------------- | ---------------------------------------- |
| 1 | 2010년 9월 30일 | LOVE×BEST | GNCX-1011(초회판） GNCX-1012(통상판) | 65위          | 초회판은 라이브 영상이 담겨있는 DVD수록. |

### 커버 앨범
|   | 발매일           | 타이틀                    | 규격번호  | 오리콘 첫등장 | 비고 |
| - | ---------------- | ------------------------- | --------- | ------------- | ---- |
| 1 | 2009년 12월 23일 | Mariage -tribute to Fate- | GNCX-1233 | 61위          |      |

### DVD
|   | 발매일          | 타이틀                               | 규격번호  | 비고                               |
| - | --------------- | ------------------------------------ | --------- | ---------------------------------- |
| 1 | 2008년 2월 13일 | Sachi Tainaka LIVE 2007 ~Dear...~    | GNBX-1001 | 초회프레스판 포스트 카드 3장 동봉. |
| 2 | 2008년 8월 6일  | Sachi Tainaka LIVE 2008 ~Love is...~ | GNBX-1002 | 초회프레스판 포스트 카드 3장 동봉. |
| 3 | 2014년 1월 22일 | タイナカ彩智 LiveTour 2013 「3 2 1」 | DDBZ-1069 |                                    |

### 참가작품
1. 어느 사랑의 시 (2004년 2월 11일 발매)
  - 〈밤과 꿈〉, 〈Forever〉, 〈청의 기적〉, 〈당신을 지키고 싶어〉, 〈Nature Boy〉, 〈When I Fall In Love〉 : 보컬 참가
2. ricordanza - Fate/stay night TV song collection - (2009년 12월 23일 발매)
  - 〈imitation〉 : 보컬 참가
3. Jyukai BEST ~Stairway to the future~ (쥬카이(樹海)) (2010년 1월 20일 발매)
  - 〈With...〉 : 보컬 참가
4. Wedding Kiss (호노카(帆乃佳)) (2010년 6월 9일 발매)
  - 〈당신밖에 할 수 없는 것 feat. 타이나카 사치〉(あなたにしかできないこと feat. タイナカサチ) : 보컬 참가
5. 미스터 맑은 남자(ミスター晴れ男) (미토 가츠유키(ミトカツユキ)) (2010년 8월 25일 발매)
  - 〈We are the One feat. 타이나카 사치 and 할렐루야 시스터즈〉 : 보컬 참가
  - 〈LIFE feat. 타이나카 사치 and 할렐루야 시스터즈〉 : 보컬 참가

## 출연
주로 정규 프로그램・주요 출연만 기재하고, 게스트 출연・이벤트 출연 등은 할애한다.

### TV
- 메자마시 테레비 (후지 TV)
- 뮤직 스테이션 (TV 아사히)
- 스튜디오 파크에서 안녕하세요 (NHK 종합 텔레비전)
- 메로jp로 가자!（2009년4월8일 -)
- 아니메TV（tvk외）

### 라디오
- Sistus Flavor ~타이나카 사치의 SWEETS MUSIC~ (2006년 10월-2007년 3월, fm osaka)
- 타이나카 사치 & 쥬카이 Presents 사치와 마나미의 "바다의 사치" (2006년 12월 23일 12월 30일, 분카방송)
- 타이나카 사치의 러브드리☆뮤직 (2007년 4월-2008년 3월, fm osaka)
- 타이나카사치･아이미의 Lady! Ready!? Radio (2008년 4월-2009년 3월, fm osaka)

### 라이브
- 타이나카 사치 LIVE 2007 ~Dear...~ (2007년 4월 14일, 오사카 BIG CAT・2007년 4월 21일, 동경 에비스 가든홀)
- Dear... 라이센스 앨범 발매 기념 라이브 (2008년 2월 1일, 강남 핫트랙스)
- JMIC(일본음악 정보센터) 신년 이벤트 ~일본 애니메이션을 JMIC과 함께~ (2008년 2월 2일, 재한일본대사관 공보문화원 뉴 센츄리홀)
- 타이나카 사치 LIVE 2008 ~Love is...~ (2008년 3월 7일, 나고야 ell.FITS ALL・2008년 3월 8일, 오사카 BIG CAT・2008년 3월 15일, 동경 라포레 뮤지엄 하라주쿠)
- Love is... 라이센스 앨범 발매 기념 라이브 (2008년 9월 26일, 강남 핫트랙스)
- 한일축제한마당 2008 in Seoul (2008년 9월 27일, 서울시청 광장)
- 타이나카 사치 ~LOVE FESTA 2008~(2008년 11월 3일, 동경 아카사카BLITZ)
- 2009 스파클링 콘서트 in Seoul Spring (2009년 4월 11일, 올림픽공원 체조경기장)
- SISTUS RECORDS Presents 「Girl Girl Girl!!」(2009년 7월 2일, 시부야BOXX)
- 월간 뉴타입 10주년 기념 한ㆍ일 애니송 페스티벌 (2009년 8월 30일, KBS홀)
- 앨범 'Destiny' 한국 발매 기념 'Destiny in Korea' 미니콘서트 (2009년 12월 20일, 클럽 스팟)
- 한일축제한마당 2015 in Seoul 사전홍보행사 'We're frineds ~우리는 친구다~' (2015년 9월 18일, 롤링홀)